# Loreto, Bolivia
Loreto är en ort i Bolivia.   Den ligger i departementet Beni, i den centrala delen av landet, 400 km norr om huvudstaden Sucre. Loreto ligger 161 meter över havet och antalet invånare är 843.
Terrängen runt Loreto är mycket platt. Trakten runt Loreto är nära nog obefolkad, med mindre än två invånare per kvadratkilometer.. Det finns inga andra samhällen i närheten.
Omgivningarna runt Loreto är huvudsakligen savann.